# Rafael Martínez Díaz

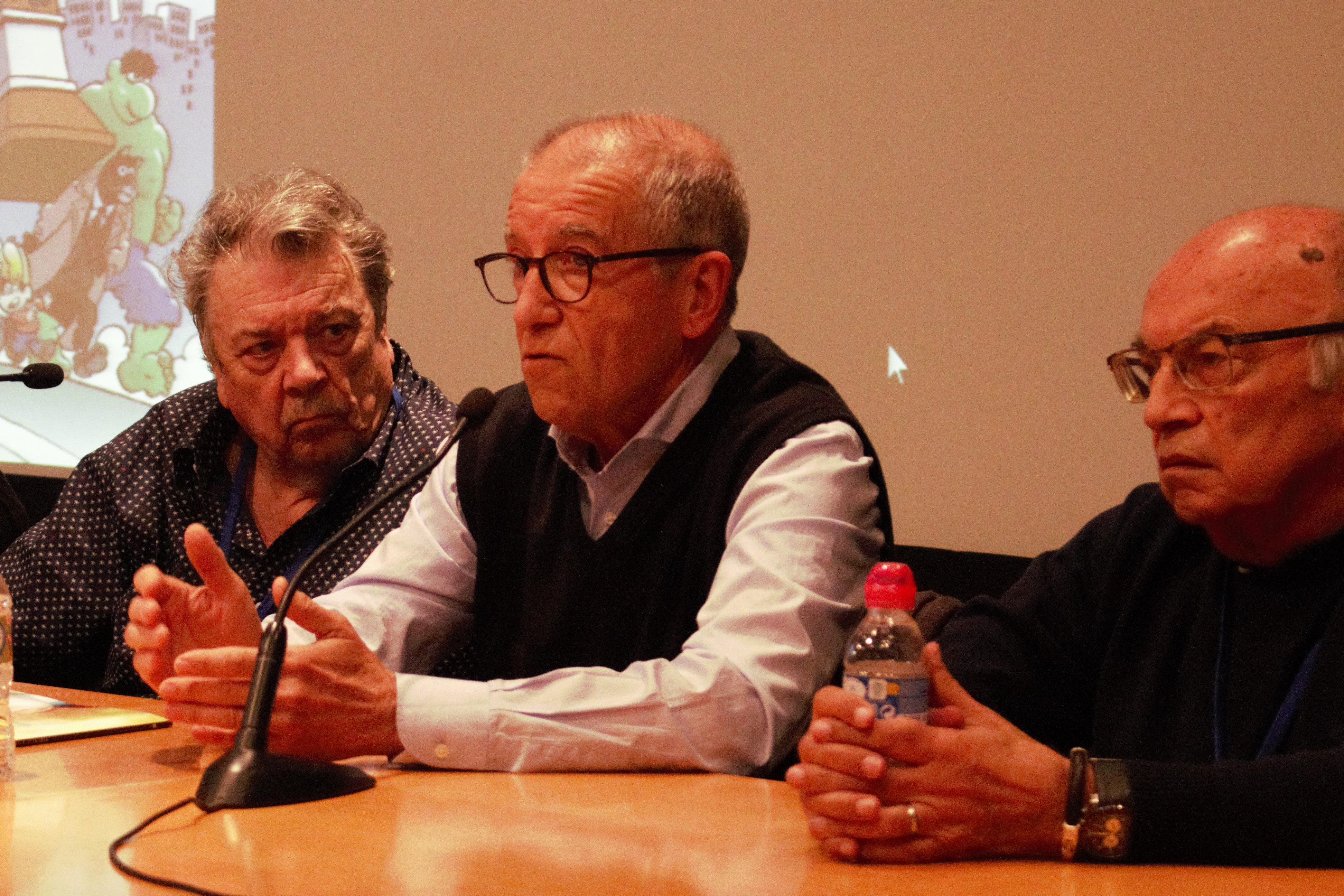
Rafa Martínez (centre) amb Josep Maria Beà (esquerra) i Horacio Altuna (dreta) al Saló Internacional del Còmic de Barcelona de 2018.

Rafael Martínez Díaz (Badajoz, 1950), més conegut per Rafa Martínez, és un editor català, fundador de Norma Editorial. És considerat un dels tres artífex catalans responsables del boom del còmic dels anys 1980, vist des de la perspectiva empresarial, juntament amb Josep Toutain i Josep Maria Berenguer.

## Infància i joventut
Fou el més petit d'un total de tres germans d'una família extremenya que el 1965 va emigrar cap a Barcelona a la recerca de feina. Recent arribat a la Ciutat Comtal i amb només 15 anys, es posà a buscar feina, incorporant-se a l'agència de còmics Selecciones Ilustradas de Josep Toutain, que buscava un noi dels encàrrecs. Allà va tenir el primer contacte amb el món del còmic, coneixent a dibuixants com Enric Montserrat, Luis García, Carlos Giménez o Esteban Maroto.
Compaginava la seva feina de dia estudiant durant la nit. Va aprendre sobretot llengues, de manera autodidacta, mitjançant el mètode d'aprenentage Assimil. Adquirí així coneixements d'anglès, francès i alemany, fet que li va permetre anar assumint més responsabilitats dins de l'agència de Toutain, primer traduint guions de còmic i després viatjant a països com Anglaterra o Alemanya com a representant de l'agència. El 1969 va acabar esdevenint el cap de vendes internacionals de Selecciones Ilustradas, obrint l'agència sobretot al mercat alemany.

## El naixement de Norma Editorial
Després d'haver treballat 12 anys per Josep Toutain, el 1977 va abandonar Selecciones Ilustradas i va fundar l'editorial catalana Norma. No obstant, als seus inicis Norma feia només d'agència d'il·lustradors i autors de còmic, ja que Martínez no disposava del capital propi necessari que requereix tota editorial.
El nom de l'empresa es deu a l'editora alemanya Norma Kohnke, la qual Martinez havia conegut en un dels seus viatjes durant la seva etapa a Selecciones Ilustradas. Els dos editors es van enamorar i Norma es va traslladar a Barcelona, donant el nom a l'editorial fundada per Martínez.
A partir de 1981, Norma va llançar diverses revistes de còmic al mercat, entre elles Cimoc (1981-1995) i Cairo (1981-1991), que foren revistes cabdals i emblemàtiques de l'època, ambdues coordinades per Joan Navarro en les seves etapes inicials.

## La llibreria Norma
El 1983 va obrir les portes la llibreria Norma, ubicada al costat de la seu de l'editorial homònima de Martínez. La seva obertura fou el tret de sortida del triangle friki, la zona comercial al voltant de l'Arc de Triomf de Barcelona, especialitzada en cultura popular com còmics i manga, jocs de taula, rol, merchandising o literatura de gènere.
El 2018 la llibreria va obtenir un premi Eisner a la millor llibreria internacional. El jurat d'aquest premis, lliurats a la Comic-Con de Sant Diego i considerats els Oscar en l'ambit del còmic, va valorar la diversitat del catàleg de la botiga, el seu suport a la divulgació cultural, la innovació, el disseny i les accions socials portades a terme per la llibreria. L'obtenció del guardó va coincidir, a més, amb el 35è anversari de la llibreria.
Addicionalment, l'editorial Norma va obtenir un segon guardó Eisner al millor disseny, per la coedició especial del còmic Akira en motiu del seu 30è aniversari. L'edició, formada pels sis volums complets del manga de Katsuhiro Otomo, fou dissenyada per Phil Balsman i Akira Saito.